# 薛禹胜
薛禹胜（1941年2月7日—），男，汉族，江苏无锡人，中国稳定性理论及电力系统自动化专家，中国工程院院士，曾任国网电力科学研究院名誉院长，第十一届全国人民代表大会江苏地区代表。

## 生平
毕业于比利时列日大学电力系统自动化专业。2008年起担任全国人大代表。

## 家庭
祖父薛华阁，父亲薛明劍，三叔薛萼林，四叔薛萼果（孙冶方）。姐姐薛禹谷、堂兄薛禹群等。